# Haliotis laevigata
Haliotis laevigata (em inglês smooth australian abalone ou greenlip abalone) é uma espécie de molusco gastrópode marinho pertencente à família Haliotidae. Foi classificada por Donovan, em 1808. É nativa do sudeste do oceano Índico, em águas rasas do sul da Austrália.

## Descrição da concha

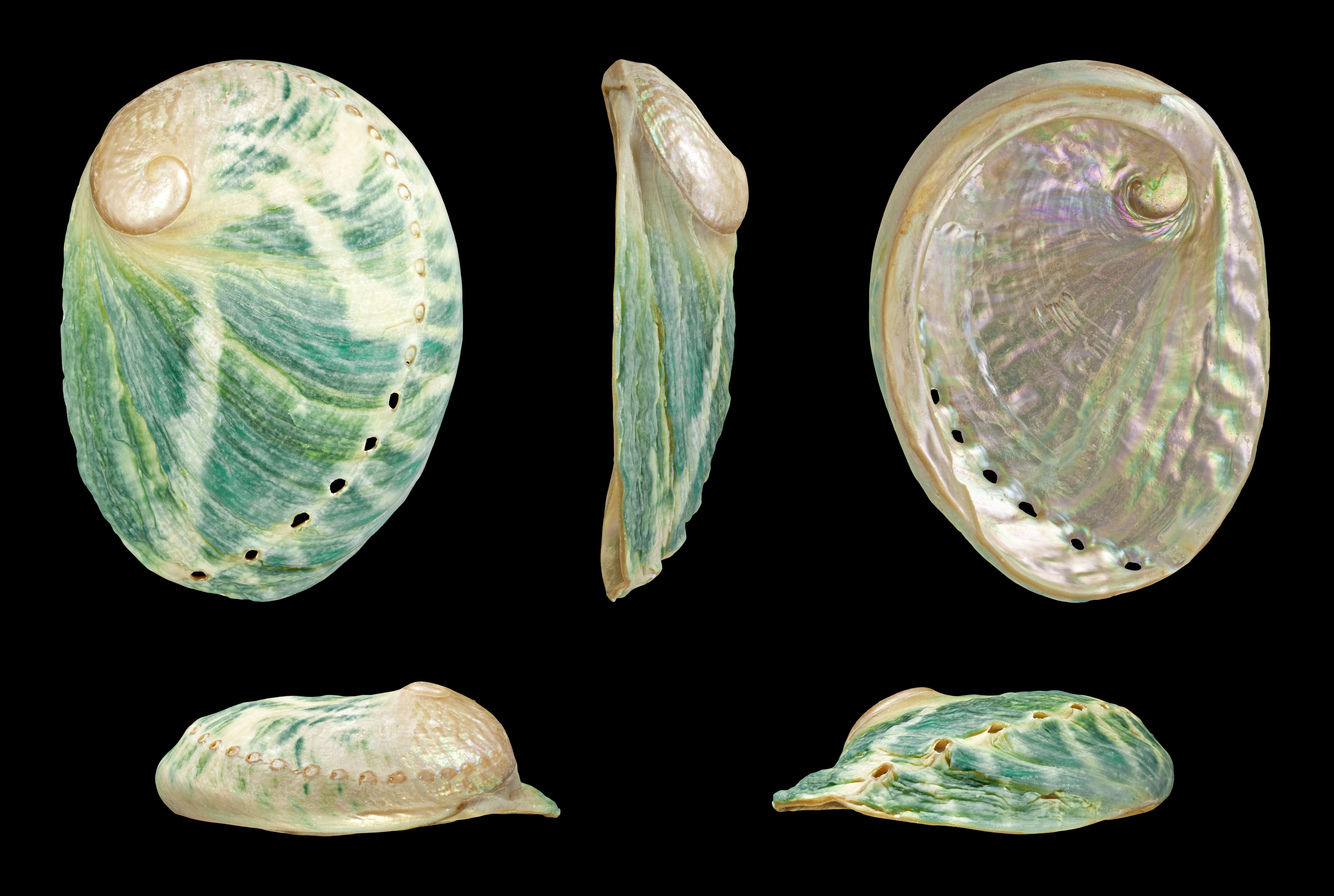
Forma verde de Haliotis laevigata

Haliotis laevigata apresenta concha oval e funda, com lábio externo encurvado e com superfície moderadamente lisa, onde são mais visíveis suas lamelas de crescimento. Chegam de 15 a pouco mais de 20 centímetros e são de coloração variável entre o laranja pálido, por vezes amarelado, e o marrom-avermelhado, com estrias radiais de coloração creme ou acinzentada. Os furos abertos na concha, geralmente em número de 9, são circulares, pequenos e pouco elevados. Região interna madreperolada, iridescente, apresentando o relevo da face externa visível e sem cicatrizes musculares.

## Distribuição geográfica
Haliotis laevigata ocorre na zona nerítica, em costas rochosas adjacentes à areia entre as profundidades de 10 a 30 metros no sudeste do oceano Índico, em águas rasas do sul da Austrália, até Vitória. Também ocorre na Tasmânia, em sua região norte principalmente.

## Pesca e conservação
Segundo a Abalone Industry Association of Western Australia, esta é uma das três espécies de abalones comercialmente pescadas no sudoeste da Austrália, juntamente com Haliotis roei (Roe's abalone) e Haliotis rubra, subespécie conicopora (brownlip abalone). Tanto esta espécie quanto brownlip abalone são colhidas em diferentes tamanhos ao longo da costa, mas geralmente variam de 14.5 a 15.3 centímetros, assegurando assim um grande número de indivíduos deixados para trás para a sua reprodução e pesca recreativa.